# Timothy Derijck
Timothy Derijck (Liedekerke, 25 de mayo de 1987) es un futbolista belga que juega de defensa.

## Clubes
| Club                           | País         | Año       |
| ------------------------------ | ------------ | --------- |
| Feyenoord                      | Países Bajos | 2005-2009 |
| NAC Breda (cedido)             | Países Bajos | 2006      |
| F. C. V. Dender E. H. (cedido) | Bélgica      | 2008      |
| ADO Den Haag                   | Países Bajos | 2009-2011 |
| PSV Eindhoven                  | Países Bajos | 2011-2014 |
| F. C. Utrecht (cedido)         | Países Bajos | 2013-2014 |
| ADO Den Haag                   | Países Bajos | 2014-2016 |
| S. V. Zulte Waregem            | Bélgica      | 2016-2018 |
| K. A. A. Gante                 | Bélgica      | 2018-2020 |
| K. V. Kortrijk                 | Bélgica      | 2020-2022 |
| S. V. Zulte Waregem            | Bélgica      | 2022-2024 |
| ADO Den Haag                   | Países Bajos | 2024      |

## Palmarés

### Títulos nacionales
| Título                        | Club                | País         | Año  |
| ----------------------------- | ------------------- | ------------ | ---- |
| Copa de los Países Bajos      | PSV Eindhoven       | Países Bajos | 2012 |
| Supercopa de los Países Bajos | PSV Eindhoven       | Países Bajos | 2012 |
| Copa de Bélgica               | S. V. Zulte Waregem | Bélgica      | 2017 |